# Socialistas autonomistas
Durante la Guerra Fría, en particular hasta los años sesenta-setenta, eran denominados autonomistas, para diferenciarlos de los carristas, los socialistas que trabajaban por afirmar la autonomía del Partido Socialista Italiano (PSI) respecto al Partido Comunista Italiano (PCI) tras una década de política frentista: aquellos que posteriormente serán socialistas liberales, socialistas reformistas y socialdemócratas.

## Los socialistas autonomistas: lossocialdemócratas
El 18 de enero de 1947, con la escisión del PSI del grupo democrático-reformista de los saragatianos (contrarios al frente único PSI-PCI), la mayor parte de los socialistas autonomistas abandonaron el PSI y confluyeron en el nuevo partido socialdemócrata y filo-occidental, el Partido Socialista de los Trabajadores Italianos. En el interior del PSI, quedó como último baluarte reformista-autonomista, contra una abrumadora mayoría de izquierda filo-comunista y maximalista, el pequeño grupo de los romitianos, representada en el Comité Central del PSI (80 miembros) por solo 3 representantes: Alberto Jacometti, Nicola Perrotti y el propio Giuseppe Romita.
En el 26.º Congreso del PSI (Roma, enero de 1948), bajo el liderazgo del secretario Lelio Basso, el Comité Central fue disuelto y todos sus poderes transferidos a la Dirección. De los 21 miembros de la misma, 8 eran de tendencia autonomista. Tras el 27.º Congreso Extraordinario, en el 28.º (Florencia, mayo de 1949) Romita e Italo Viglianesi se pasaron al Partido Socialista Democrático Italiano, siendo disuelta la corriente autonomista. Pietro Nenni tomó el mando del partido convirtiéndose en secretario. En el 29.º Congreso (Bolonia, enero de 1951) la izquierda totalizó el 90 % de los puestos del Comité Central, análoga situación a la acaecida durante el 30.º Congreso (Milán, enero de 1953), aunque en este cónclave ya se manifestaron nuevos fermentos autonomistas. El posterior Congreso de Turín (abril de 1955) señaló el regreso de los debates internos en el partido.

## Los nuevos autonomistas: loscraxianos
La división en el PSI duró en la práctica hasta el advenimiento de Bettino Craxi a la secretaría, reuniendo a todo el partido bajo las posiciones filo-occidentales. A principios de los años ochenta inició de hecho una revisión ideológica y también estética del partido, efectuada en buena parte por el propio Craxi. Por ejemplo, se retiraron del programa político algunos términos que podían hacer referencia al marxismo y fue eliminado el término autonomismo, sustituido por la palabra reformismo, juzgada como inherente a la corriente moderada y democrático-reformista. También fue abolido, por otro lado, el término Comité Central (que recordaba inmediatamente a los partidos comunistas), sustituido por el más neutro Asamblea Nacional, en la que entraron a formar parte tanto políticos como personas del mundo del espectáculo, la moda, el deporte y la cultura. Se renunció al tradicional anticlericalismo socialista (con la aprobación del nuevo Concordato) y fue finalmente reducido y posteriormente eliminado (en 1987) el símbolo de la hoz y el martillo del logo del PSI, sustituido por el viejo símbolo decimonónico del clavel rojo, que se convirtió en el emblema del partido.
El epicentro del poder socialista y craxiano era Milán, centro neurálgico de las finanzas y los negocios, con cuyos ambientes el PSI terminó por identificarse. En diciembre de 1986 se situaron al frente de su ayuntamiento Paolo Pillitteri, cuñado de Craxi, y un gobierno monocolor socialista apoyado externamente por otras fuerzas laicas, con la abstención del PCI (liderado por Carlo Tognoli).
- Datos: Q3963249